# Liste der Ehrendoktoren der Montanuniversität Leoben
Die Liste der Ehrendoktoren der Montanuniversität Leoben listet alle Personen auf, die von der Montanuniversität Leoben die Doktorwürde ehrenhalber verliehen bekommen haben in chronologischer Reihenfolge der Verleihung. 1904 wurde die 1840 als Steiermärkisch-Ständische Montanlehranstalt gegründete Einrichtung in Montanistische Hochschule umbenannt und erhielt das Promotionsrecht. 2006 wurde erstmals eine Frau mit der Ehrendoktorwürde ausgezeichnet.

## Ehrendoktorate

### Montanistische Hochschule Leoben (1904 bis 1975)
- Julius von Hauer
- Franz Lorber
- Karl von Webern
- Richard Canaval
- Richard Beck (laut Artikel 1911)
- Friedrich Wüst
- Hans von Höfer
- Josef Gängl von Ehrenwerth
- Emil Homann Ritter von Herimberg
- Anton Apold (laut Artikel 1919)
- Alois Czermak
- Hugo Drolz (laut Artikel 1910)
- Georg Günther
- Hermann Löcker
- Hans Pengg
- Johann Preiner
- Otto Vogel
- Richard Bischoff
- Alexander Pazzani
- August Zahlbruckner
- Anton Bauer
- Albert Vögler
- Otto Petersen (laut Artikel 1926)
- Anton Weithofer
- Eduard Donath
- Max von Gutmann
- Eduard Dolezal
- Karl Haussmann
- Rudolf Jeller
- Herbert Hoover
- Konrad Erdmann
- Ferdinand Backhaus
- Otto Böhler
- Phillip Ritter von Schoeller
- Hans Höfer von Heimhalt
- Cecil H. Desch
- Ludger Mintrop
- Alfred von Zeerleder
- Gustav Heinisch
- Hans Lauda
- Josef Oberegger
- Robert Durrer
- Franz Skaupy (laut Artikel 1953)
- Karl Friedl
- Franz Rapatz
- Erich Schmid
- Wilhelm Schuster
- Alfred Bentz
- Carl Hellmut Fritzsche (laut Artikel 1961)
- Eugene Raguin
- Russell Pearce Heuer
- Charles Crussard
- Antal Tarcy-Hornoch
- 1965: Leopold Müller
- Willy Oelsen
- Hans Nowotny (laut Artikel 1965)
- Gottfried Prikel
- Hans Malzacher
- Alfons Wagner
- Werner Heiligenstädt
- Jean D’Ans
- Ernst Preuschen
- Otto Gold
- Otto Rellensmann (laut Artikel 1971 posthum)
- Karl Bergmann
- Per Gudmar Kihlstedt
- Othmar Schauberger
- Richard Kieffer
- Ladislaus von Rabcewicz (laut Artikel 1975)
- Hermann F. Mark

### Montanuniversität Leoben (seit Oktober 1975)
- 1979: Ahmed Zaki Yamani, Paul Beck, Oskar Jacobi
- Karl Krejci-Graf
- Tadeusz Sendzimir
- Hans Beck
- Peter Weiss
- Slobodan Jankovic
- Hermann Spörker
- Erwin Plöckinger (laut Artikel 1984)
- 1985: Horst Lippmann[2]
- Otto Kratky
- Heinrich Rischmüller
- Erhard Sirtl
- 1988: Hans-Heinz Emons (laut Artikel 1984)
- 1989: Günter Petzow
- Janos Susanszky
- 1990: Toshiyuki Kajiwara
- Robert Honeycombe
- Jerzy Litwiniszyn
- Zeno Terplan
- Fred Poettmann
- 1993: Siegfried von Wahl
- 1994: Hermann Janeschitz-Kriegl, Klaus Hein
- 1999: Alfred Lampl
- 2002: Karl J. Thomé-Kozmiensky
- 2003: Adolf H. Feizlmayr
- Otto Vogl
- 2006: Ramona M. Graves[1]
- 2007: Hellmut Fischmeister, Herbert Mang, Finn Ouchterlony
- 2010: Hans-Gerhard Fritz
- 2013: Hannes Androsch[3]
- 2016: Georg Menges[4]
- 2021: Elmar Tschegg[5]